# アルピナ

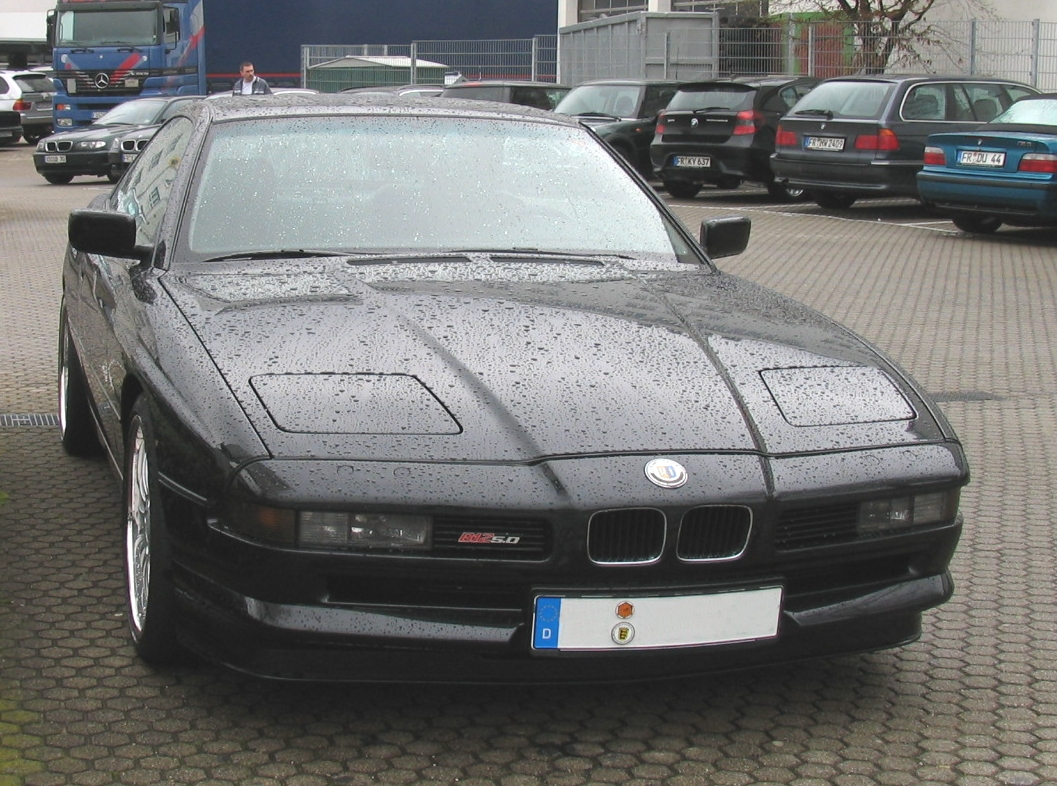
B12

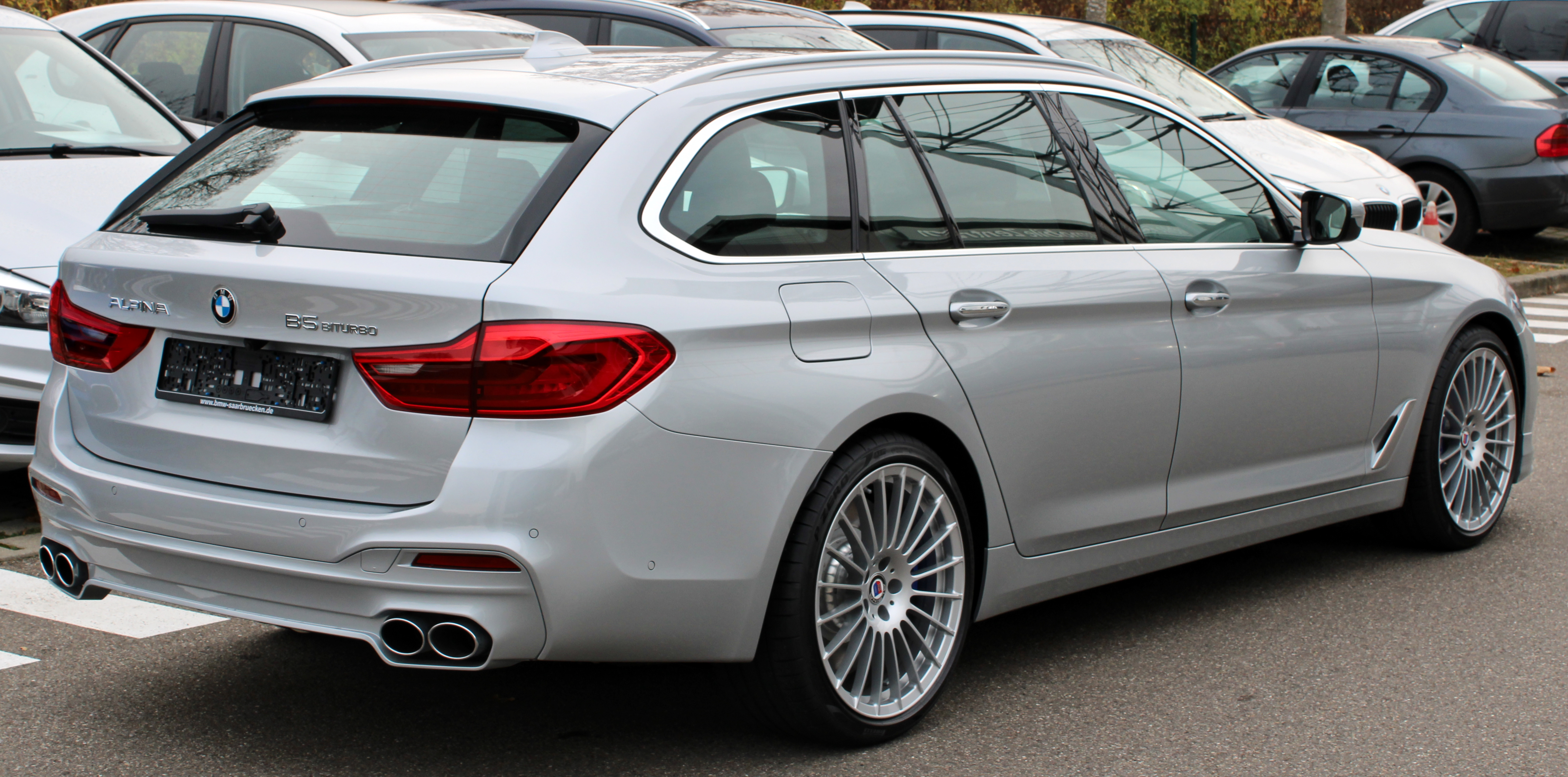
B5 Touring

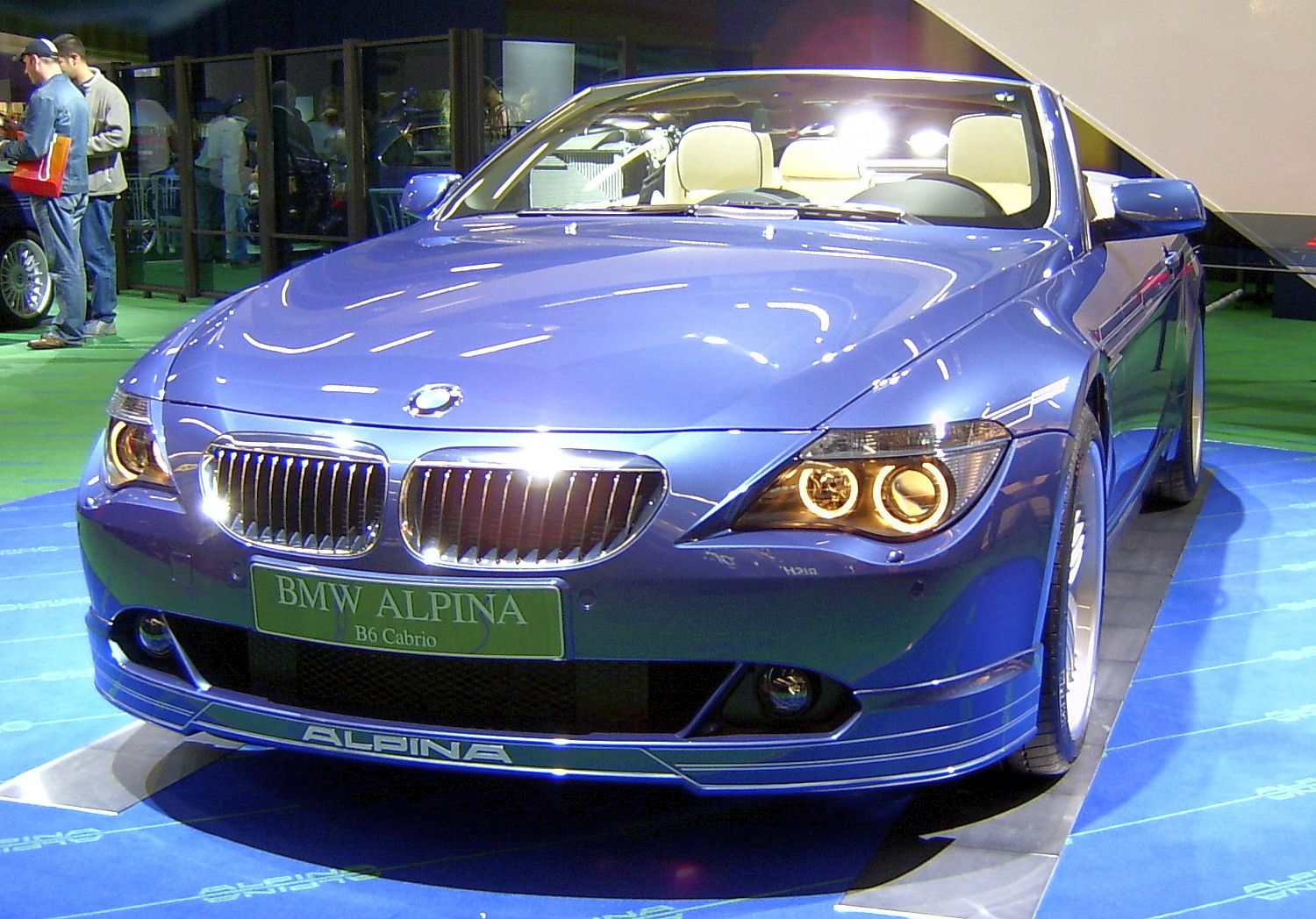
B6

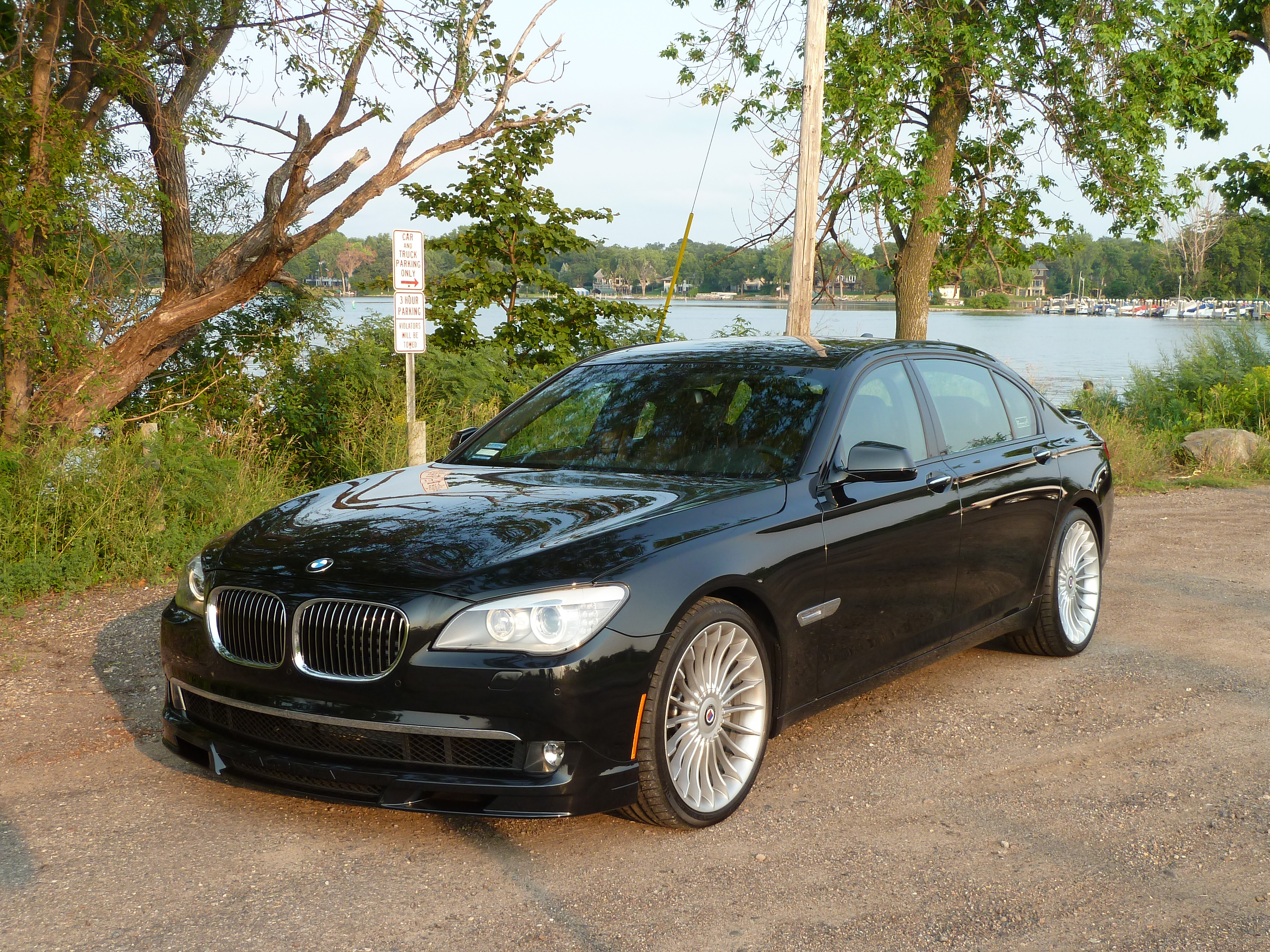
2012 B7 L

アルピナ（Alpina Burkard Bovensiepen GmbH&Co ）は、ドイツの自動車メーカー、チューナーである。
BMWをベースとした独自モデルの生産販売と、アフターマーケット用チューニングパーツ、ドレスアップパーツの生産販売が主な業務。またワインの販売も行っている。
アルピナが製造する乗用車の年間生産台数は約1,700台であり、そのうちおよそ25%が日本において販売されている。

## 特徴
BMW本社からも公認されており、アルピナ製品はBMWの保証も受けることができる。
外見上のBMW車との相違点は
- 5ナンバー車は存在しない。(E36を含むそれ以前の3シリーズは5ナンバーサイズだったので、ステッカーを張り付けただけの真似た5ナンバーの車両が存在した)
- E36型のツーリング、クアッドターボ搭載車はアルピナのみ正規輸入
- 独自エンブレムの使用（ステアリングのセンターキャップ、ホイールのセンターキャップ・シートバックのメタルエンブレム）前後にエンブレムが張ってある車があるが、正規輸入車には設定が無い。
- アルピナライン（デコセット）と呼ばれるボディサイドのデコレーションライン（サイドストライプ）。
- 控えめなエアロパーツ
- 独特の細い20本のスポークを持つアルミホイール。（ALPINA CLASSIC StylingI～III）

等が挙げられる。
北米生産のモデルが出るまでBMWが生産したホワイトボディにアルピナがパーツを組み付ける工程を取っており、B8グランクーペが出るまでBMWが打刻した車両識別番号（VIN）を消した上に、改めてアルピナの車両識別番号が打刻される。
現在では年間約1,700台前後を生産しており、生産形態はその多くを手作業に頼っている。それ以上の生産台数拡大は困難で、現在の品質を保つためにこれ以上の生産拡大を図る予定はない。
カタログに最高速度の表示はない。代わりに最高巡航速度という表記がありその速度で走り続けられる速度を記載してある。
また、Understatement（控えめ）を美徳とした車造りをしている。

## エンブレムの由来
当時のチューニングの象徴としてアルピナ社の基礎を築いたダブル・チョーク・ウェーバーのエアファンネルそしてクランクシャフトを加え、赤と青を配色したエンブレムで、赤は限りない情熱、青は知性、高い志を意味している。

## 歴史
もともとアルピナはタイプライターなどを製造するドイツバイエルン州の事務機器メーカーであった。
- 1961年 - アルピナの創立者の息子ブルカルト・ボーフェンジーペン（Burkard Bovensiepen）が、自身のBMW1500のソレックス製キャプレターをウェーバー（現マレリ）製のキャブレター2基に変更した。
- 1964年 - ブルカルト・ボーフェンジーペンによってチューニングされたエンジンの性能が話題となりBMWのパウル・C.ハーネマンにより評価される。以後BMW公認チューナーとしてアルピナがチューニングしたBMW車にもBMWの車両保証が与えられることとなった。
- 1965年1月1日 - ドイツバイエルン州カウフボイレンにアルピナ・ブルカルト・ボーフェンジーペン合資会社（Alpina Burkard Bovensiepen KG）を設立。
- 1967年 - 現在使われているものとほぼ同じロゴが採用される。
- 1968年 - デレック・ベル、ハラルド・エルトゥル、ジェームス・ハント、ジャッキー・イクス、ニキ・ラウダ、ブライアン・ムール、ハンス＝ヨアヒム・シュトゥック らのドライバーを擁してツーリングカーレースに参加を開始した。
- 1970年 - ヨーロッパツーリングカー選手権、ロングディスタンス・クラシック、スペイン・フランス24時間耐久レース、そしてすべてのドイツ選手権を制覇。
- 1971年 - BMWがアルピナをレース用車両であるBMW・3.0CSLのプロジェクト・リーダーに指名。
- 1973年 - デレック・ベル、ハラルド・エルトゥル、ニキ・ラウダ、ブライアン・ムールらが欧州ツーリングカー選手権で優勝。ニキ・ラウダ、ニュルンベルク6時間耐久レースでツーリング・カーとしての新記録を樹立。
- 1977年 - ディーター・クエスターがジャガー・クーペとの激闘の末、BMWアルピナ3.5CSLでツーリングカー選手権チャンピオンとなる。このシーズンを最後にレースからの撤退と市販コンプリートカーの開発を表明。
- 1978年 - ブッフローエに工場を建設、約100名の従業員を雇用し初の市販車B6 2.8、B7ターボ、B7ターボクーペを発売。
- 1983年 - ドイツ自動車登録局に自動車メーカーとして正式に登録される。
- 1984年 - ドイツツーリングカー選手権に参戦を開始。
- 1985年 - ドイツツーリングカー選手権にBMW・M3にて準ワークスチームとして参戦。以後のドイツツーリングカー選手権時代の主なドライバーはエレン・ロール、アンディー・ボーフェンジーペン、ファビアン・ジロワ、ペーター・オーベルンドルファー、クリスチャン・ダナー。数多くの優勝を勝ち取る。
- 1988年 - 市販車受注量の増加からモータースポーツからの完全撤退を表明。
- 1992年 - セミオートマチックシステムの嚆矢となるアルピナ・シフトトロニックを発表。
- 1993年 - マニュアルモード付きオートマチックトランスミッションシステムアルピナ・スイッチトロニックを発表。
- 1999年 - ジュネーブショーで、初のディーゼルエンジンモデル D10 ビターボ (E39 530dベース)を発表。
- 2002年 - 限定版のBMW ALPINA ROADSTER V8を555台だけ生産すると共に北米市場への進出において販売を成功させた。
- 2005年 - B10 Bi-Turboの後継マシンとしてB5を開発。�510PS/375kw,最高速314km/h、0-100km/h 4.6秒と、並はずれた加速力を誇り、この性能で、世界最速水準のスポーツ・カーの仲間入りも果たした。
- 2009年 - ジュネーブショーで、約20年ぶりとなるレース仕様車B6GT3（E64 6シリーズベース）を発表。
- 2010年 - エンジニアリングセンターの新設により、ベースの5シリーズ（F10)が登場してから半年でBMW ALPINA B5 BiTurboを発表。さらに、2009年のFIA GT3ヨーロッパ選手権で培った技術のノウハウをB5 BiTurboにもフィードバックさせ、独自のシリンダー休止システムによりハイパフォーマンスと低燃費を実現した。
- 2011年 - BMW 550i Touringがデビューする前に初めてBMW ALPINA B5 BiTurbo Touringを発表。Limousine同様に8速スイッチトロニックとV8ビターボにより0→100km/hを4.8sec 最高巡航速度は303km/hを誇った。この年同時にBMW xDrive を搭載したBMW ALPINA B7 Allrad を発表。このクラスでは初となる四輪駆動モデルも発表した。（BMW 7series には未設定)
- 2022年3月11日 - 2025年末をもってALPINAブランドの商標権がBMWグループに譲渡されることが発表された[3]。これにより、2025年末でアルピナ社本体でのコンプリートカーの開発・生産・供給は終了し、2026年以降はBMW直轄のサブブランドとして継承される。発表では、アルピナ・ブルカルト・ボーフェンジーペン社は「ボーフェンジーペン社」として再編しエンジニアリング・開発およびクラシックモデル関連のビジネスを行う、としている。

## 製品
- B6 2.8（1978-1981年） - E21 323iのボディに、528iの直列6気筒2,788ccエンジンをベースに圧縮比9.8、マーレ製鍛造ピストン、半円形状への燃焼室形状変更等で200馬力/6,200rpmにチューニングして搭載している。トランスミッションはゲトラグ製5速。非線形コイルスプリングを使用したビルシュタイン製ショックアブソーバーを装備。エアダムやスポイラー等エアロパーツを装備している。
- B7ターボ/B7ターボクーペ/B7sターボ（1978-1982年） - ボディはE12 528i、クーペはE24 630CSi。エンジンは630CS/730の直列6気筒2,986ccエンジンをベースにターボチャージャーとインタークーラーを装着、レゾナンスインテーク、デジタルイグニッションシステム、鍛造ピストン、半円形状への燃焼室形状変更等で300馬力/｛B7sターボは330馬力｝6,000rpmにチューニングして搭載している。トランスミッションはゲトラグ製5速。非線形コイルスプリングを使用したビルシュタイン製ショックアブソーバーを装備。エアダムやスポイラー等エアロパーツを装備している。
- C1 2.3 (1980-1983年)- E21 323iをベースに170馬力/5,800rpmにメカニカルチューニングしたモデル。

- B9 3.5/B9 3.5クーペ - E28 M535i/E24 635CSiをベースに245馬力/5,700rpmにメカニカルチューニングしたモデル。
- C1/1 2.3 (1983-1985年)- 3シリーズのモデルチェンジに伴いベースをE30 323iに変更。
- C1 2.5 (1983-1985年)- E30 325iベース。190馬力/5,800rpm。
- B6 2.8/1 (1984-1986年)- こちらも3シリーズのモデルチェンジに伴いベースをE30 323i/325iに変更。

- B7ターボ/1 (1984-1987年)- B7ターボのエンジンを3.5Lに拡大した。

- B6 3.5 (1985-1987年)- E30 323i/325iベース。エンジンはB9 3.5とほぼ共通で261馬力/6,000rpm。

- B10 3.5 (1985-1987年) - B9 3.5をベースに261馬力/5,800rpmにチューニングしたモデル。

- B6 3.5 (1986-1987年)- E30 325iベース。254馬力/5,900rpm。
- C2 2.7 (1986-1987年)- E30 325iベース。209馬力/5,800rpm。
- C2 2.5(1986年) - C1/1 2.3のエンジンを2,554cc、185馬力/5,800rpmに拡大した。日本市場のみで販売された。

- B7ターボ/3 (1986-1987年) - B7ターボ/1の改良版。320馬力/5,700rpm

- B6 3.5 (1987-1990年)- E30 325i後期型ベース。254馬力/5,900rpm。
- B6 2.7 (1987-1992年) - E30 325i後期型ベース。2,693cc、210馬力/5,800rpm。

- B10 3.5/1 (1988-1992年)- E34 535iをベースとしファインチューンを施したモデル　258馬力/5,800rpm トルク33.1kg/4,000rpm　日本での新車価格は1,278万円(5速MT)

- B11 3.5 (1987年)- E32 735iをベースにチューニングし250馬力/5,700rpm。
- B11 3.5/1 (1987年)- E32 735iベース。239馬力/5,700rpm。
- B11 3.5/3 (1987-1993年)- E32 735iベース。254馬力/6,000rpm。
- B12 5.0 (1988-1994年)- E32 750iをベースにチューニングし360馬力/5,300rpm。

- B10ビターボ（1989-1994年） - E34 535iベース。3,430ccツインターボ、370馬力/6,000rpm。トルク52kg/4,000rpm ギャレットT25タービンを2基搭載。新車価格1,680万円。発売当時市販4ドアセダン世界最速車。

- ロードスター・リミテッドエディション (1990-1991年)- Z1のボディにB6 2.7と共通の2,693cc、210馬力/5,800rpmエンジンを搭載している。66台のみ生産され、数台は日本へ正規輸入された（ベース車のZ1は日本では正規輸入されなかった）。

- B12 5.0クーペ (1990-1994年) - E31 850i/850CSiをベースに345馬力/5,300rpmにチューニング。
- B12 5.7クーペ (1992-1996年) - E31 840Ci/850CSiをベースに416馬力/5,400rpmにチューニング。

- B6 2.8/2/B6 2.8/2クーペ (1992-1993年) - E36 325iベース。241馬力/5,900rpm。
- B3 3.0/1リムジン/ツーリング/クーペ/カブリオ (1993-1996年)- E36 325iベース。256馬力/5,700rpm、32.6kg/4,400rpm。スイッチトロニックが装備可能となった。

- B11 4.0 (1993-1994年)- E32 740iベース。315馬力/5,800rpm。

- B10アルラット（1993-1996年） - E34 525ixベース。228馬力/5,800rpm。ALLRAD(AWD)
- B10 4.0（1993-1996年） - E34 540iベース。315馬力/5,800rpm。
- B10 4.6（1994-1996年） - E34 540iベース。340馬力/5,700rpm。

- B8 4.6 (1995-1998年) - E36 328iベース。V8 333馬力/5,700rpm。
- B12 6.0 (1995-2002年) - E38 750iLベース。V12 440馬力/5,400rpm。
- B3 3.2 (1996-1999年) - E36 328iベース。265馬力/5,800rpm。

- B10 3.2（1997-1998年） - E39 528iベース。260馬力/5,900rpm。
- B10 V8（1997-1998年） - E39 540iベース。340馬力/5,700rpm。
- B10 V8（1998-2002年） - E39 540iベース。347馬力/5,700rpm。
- B10 3.3（1999-2003年） - E39 528iベース。280馬力/6,200rpm。

- B3 3.3 リムジン/ツーリング/クーペ/カブリオ (1999-2002年) - E46 328iベース。280馬力/6,200rpm。

- D10ビターボ (2000-2003年) - E39 530dベース。アルピナ初のディーゼルモデル。245馬力/4,200rpm。

- B3 3.3アルラット リムジン/ツーリング (2001-2005年) - E46 330ixベース。280馬力/6,200rpm。
- B3S 3.3 リムジン/ツーリング/クーペ/カブリオ (2002-2006年) - E46 330iベース。315馬力/6,300rpm、36.9kg/4,800rpm。

- B10 V8 S（2002-2004年） - E39 540iベース。370馬力/5,800rpm。
- B5 Sスーパチャージリムジン/B5 Sスーパチャージツーリング(2005-2007年） - E60/61 550iベース。500馬力/5,500rpm

- ROADSTER V8 (2004-) - E52ベース。389馬力/5,800rpm、53.0kg/3,800rpm。
- ROADSTER S (2004-) - E85 3.0iベース。310馬力/6,300rpm、36.9kg/4,800rpm。
- B3ビターボ リムジン/ツーリング/クーペ/カブリオ (2005-) - E90/E91/E92/E93 335iベース。370馬力/5,800rpm、51.0kg/3,800rpm。
- D3ビターボ リムジン/ツーリング (2005-2008年) - E90/E91 320dをベースとしたディーゼルエンジンモデル。200馬力/4,000rpm、45.9kg/2,000rpm。
- D3ビターボ リムジン/ツーリング/クーペ - E90/E91/E92 320dをベースとしたディーゼルエンジンモデル。214馬力/4,100rpm。日本でも2010年5月に150台限定で発売。D3ビ・ターボ・リムジン(左ハンドル・6速MT)の価格はアルピナとしては控えめの698万円。

- B6 Sスーパチャージクーペ/B6 Sスーパチャージカブリオ （2005年-） - E63/E64 645iベース。500馬力/5,500rpm。
- B7 リムジン/B7リムジン・ロング
- D3 BiTurbo Limousine/Touring (2014年4月) - F30/F31 330dベース。直列6気筒3,000ccビターボディーゼルエンジン搭載モデル。350馬力/71.4kgm 0-100km/h 4.6 sec 最高巡航速度 278km/h

- B3 BiTurbo Limousine/Touring (2014年4月) - F30/F31 340iベース。直列6気筒3,000ccビターボエンジン搭載モデル。410馬力/61.2kgm 0-100km/h 4.2 sec 最高巡航速度 305km/h

- B4 BiTurbo Coupe/Cabrio (2014年4月) - F32/F33 435iベース。直列6気筒3,000ccビターボエンジン搭載モデル。410馬力/61.2kgm 0-100km/h 4.2 sec 最高巡航速度 305km/h

- D5 BiTurbo Limousine (2014年4月)直列6気筒3,000ccターボディーゼルエンジン（アルピナ・N57エンジン）搭載モデル。日本限定仕様右ハンドル。280馬力/61.2kgm 0-100km/h 5.9 sec 最高巡航速度 256km/h
- B5 BiTurbo Limousine/B5 BiTurbo Touring (2014年4月)V型8気筒4,400ccビターボエンジン搭載モデル。550馬力/74.4kgm 0-100km/h 4.3 sec 最高巡航速度 323km/h
- B6 BiTurbo Coupe/B6 BiTurbo Cabrio (2014年4月)V型8気筒4,400ccビターボエンジン搭載モデル。550馬力/74.4kgm 0-100km/h 4.3 sec 最高巡航速度 320km/h

- B7 BiTurbo Limousine/B7 BiTurbo Limousine Long/B7 BiTurbo Allrad(4WD)(2014年4月)V型8気筒4,400ccビターボエンジン搭載モデル。550馬力/74.4kgm 0-100km/h 4.3 sec 最高巡航速度 312km/h

- D4 BiTurbo Coupe(2014年7月)直列6気筒3,000ccビターボディーゼルエンジン搭載モデル。350馬力/71.4kgm 0-100km/h 4.6 sec 最高巡航速度 278km/h

- XD3 BiTurbo ALLRAD(4WD)(2014年11月)直列6気筒3,000ccビターボディーゼルエンジン搭載モデル。350馬力/71.4kgm 0-100km/h 4.9 sec 最高巡航速度 251km/h

- B6 BiTurbo GranCoupe(2014年11月)V型8気筒4,400ccビターボエンジン搭載モデル。550馬力/74.4kgm 0-100km/h 3.9 sec 最高巡航速度 320km/h

- B5 BITURBO EDITION50 LIMOUSINE/TOURING(2015年2月)V型8気筒4,400ccビターボエンジン搭載モデル。600馬力/81.6kgm 0-100km/h 4.2 sec 最高巡航速度 328km/h(TOURINGは323km/h)

- B6 BITURBO EDITION50 COUPE/CABRIO(2015年2月)V型8気筒4,400ccビターボエンジン搭載モデル。600馬力/81.6kgm 0-100km/h 4.2 sec 最高巡航速度 330km/h(CABRIOは327km/h)

- B6 BITURBO GRANCOUPE(2015年2月)Ｖ型8気筒4,400ccビターボエンジン搭載モデル。600馬力/81.6kgm 0-100km/h 3.8 sec 最高巡航速度 324km/h

## 日本での販売
総代理店であるニコル・オートモビルズとBMWジャパンのディーラーを通して行われている。1980年代中頃～1990年代前半頃までBMW MやACシュニッツァーなどのチューニングカーとよく比較された。